# قلمرو اتحادیه

نقشه قلمروهای اتحادیه هند

قلمروهای اتحادیه یا نواحی هم‌پیوسته (به هندی: केन्द्र-शासित प्रदेश) گونه‌ای از تقسیمات اداری در جمهوری هند است. قلمروهای اتحادیه در هند برخلاف ایالت‌ها که دارای دولت محلی هستند، قلمروهای فدرالی هستند که مستقیماً توسط دولت هند اداره می‌شوند.

## فهرست
| قلمرو اتحادیه                   | مرکز     | بزرگترین شهر | مساحت km2 | جمعیت (۲۰۱۱) | تراکم جمعیت | کد ایزو ۳۱۶۶ |
| ------------------------------- | -------- | ------------ | --------- | ------------ | ----------- | ------------ |
| جزایر آندامان و نیکوبار         | پورت بلر |              | ۸٬۲۵۰     | ۳۷۹٬۹۴۱      | ۴۶٫۰۵       | AN           |
| چندیگر                          | چندیگر   |              | ۱۱۴       | ۱٬۰۵۴٬۶۸۶    | ۹٬۲۵۱٫۶     | CH           |
| دادرا و نگر حویلی و دامان و دیو | دامان    |              | ۶۰۳       | ۵۸۵٬۷۶۴      | ۹۷۰         | DD           |
| ناحیه پایتختی ملی دهلی          | دهلی     |              | ۱٬۴۸۳     | ۱۶٬۷۵۳٬۲۳۵   | ۱۱٬۲۹۶٫۹    | DL           |
| جامو و کشمیر                    | جامو     | سرینگر       | ۵۵٬۵۳۸    | ۱۲٬۵۴۸٬۹۲۶   | ۵۶٫۵        | JK           |
| لداخ                            | له       |              | ۱۷۴٬۸۵۲   | ۲۹۰٬۴۹۲      | ۱٫۷         | LA           |
| لاکشادویپ                       | کاواراتی | آندروت       | ۳۲        | ۶۴٬۴۲۹       | ۲٬۰۱۳٫۴     | LD           |
| پودوچری                         | پودوچری  |              | ۴۹۲       | ۱٬۲۴۴٬۴۶۴    | ۲٬۵۲۹٫۴     | PY           |